# Ryszard Lwie Serce i krzyżowcy
Ryszard Lwie Serce i krzyżowcy (ang. King Richard and the Crusaders) – amerykański film historyczno-przygodowy z 1954 roku w reżyserii Davida Butlera. Adaptacja powieści Talizman autorstwa Waltera Scotta. Akcja filmu toczy się w czasie III wyprawy krzyżowej, na czele której stał król Anglii Ryszard I Lwie Serce.

## Obsada
- George Sanders – król Ryszard Lwie Serce
- Rex Harrison – sułtan Saladyn
- Henry Corden – król Filip August
- Bruce Lester – Castelaine
- Laurence Harvey – sir Kenneth
- Paula Raymond – królowa Berengeria
- Wilton Graff – książę Leopold
- Anthony Eustrel – baron De Vaux
- Virginia Mayo – lady Edith
- Nejla Ates – tancerka
- Abdullah Abbas – Arab
- Mark Hanna – kurier
- Nick Cravat – Nectobanus